# Hyalaethea georgiensis
Hyalaethea georgiensis är en fjärilsart som beskrevs av Rothschild 1910. Hyalaethea georgiensis ingår i släktet Hyalaethea och familjen björnspinnare. Inga underarter finns listade i Catalogue of Life.